# Architecture à Irkoutsk

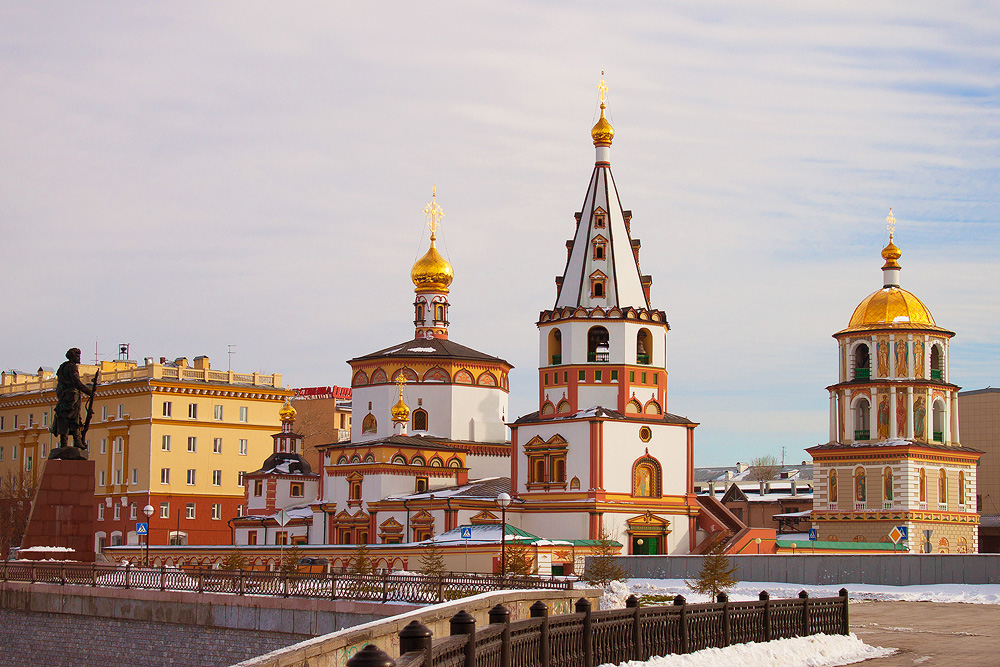
Cathédrale de l'Épiphanie, centre historique d'Irkoutsk.

Cet article relate l'histoire et divers aspects de l'architecture d'Irkoutsk, 25e plus grande ville russe et seconde ville de Sibérie. La ville d'Irkoutsk, fondée en 1652 comme ostrog de Cosaques de Sibérie, obtient le statut de capitale du gouvernement d'Irkoutsk en 1764. La ville accueille au XIXe siècle les exilés décabristes, qui changent profondément la ville. L'incendie de 1879 détruit la moitié de la ville, et la reconstruction en pierre du centre historique lui vaudra plus tard le titre de « petit Paris sibérien ». À la suite de la révolution russe de 1917, qui marqua définitivement l'histoire du pays, l'architecture soviétique entre dans le paysage urbain, entraînant la destruction de joyaux architecturaux au profit de Khrouchtchevka et d'autres bâtiments du style. Après la dislocation de l'URSS, la ville connaît un renouveau architectural, avec la reprise des styles de l'Empire russe tout en s'empreignant aussi du postmodernisme et du néomodernisme.
Le centre historique d'Irkoutsk est sur la liste indicative du patrimoine mondial de l'Unesco depuis 1998.

## Histoire

### Planification et développement

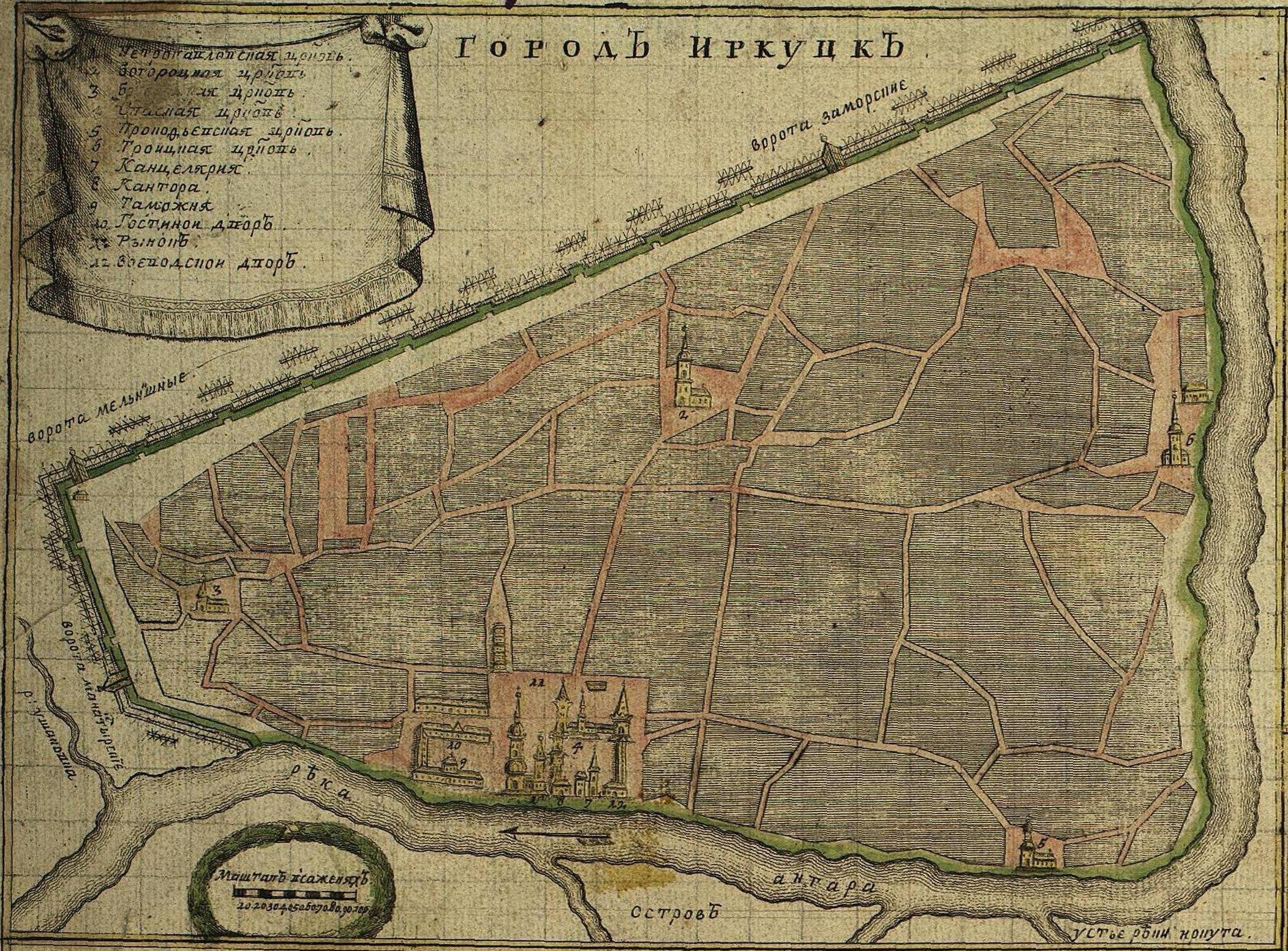
Plan d'Irkoutsk, 1730.

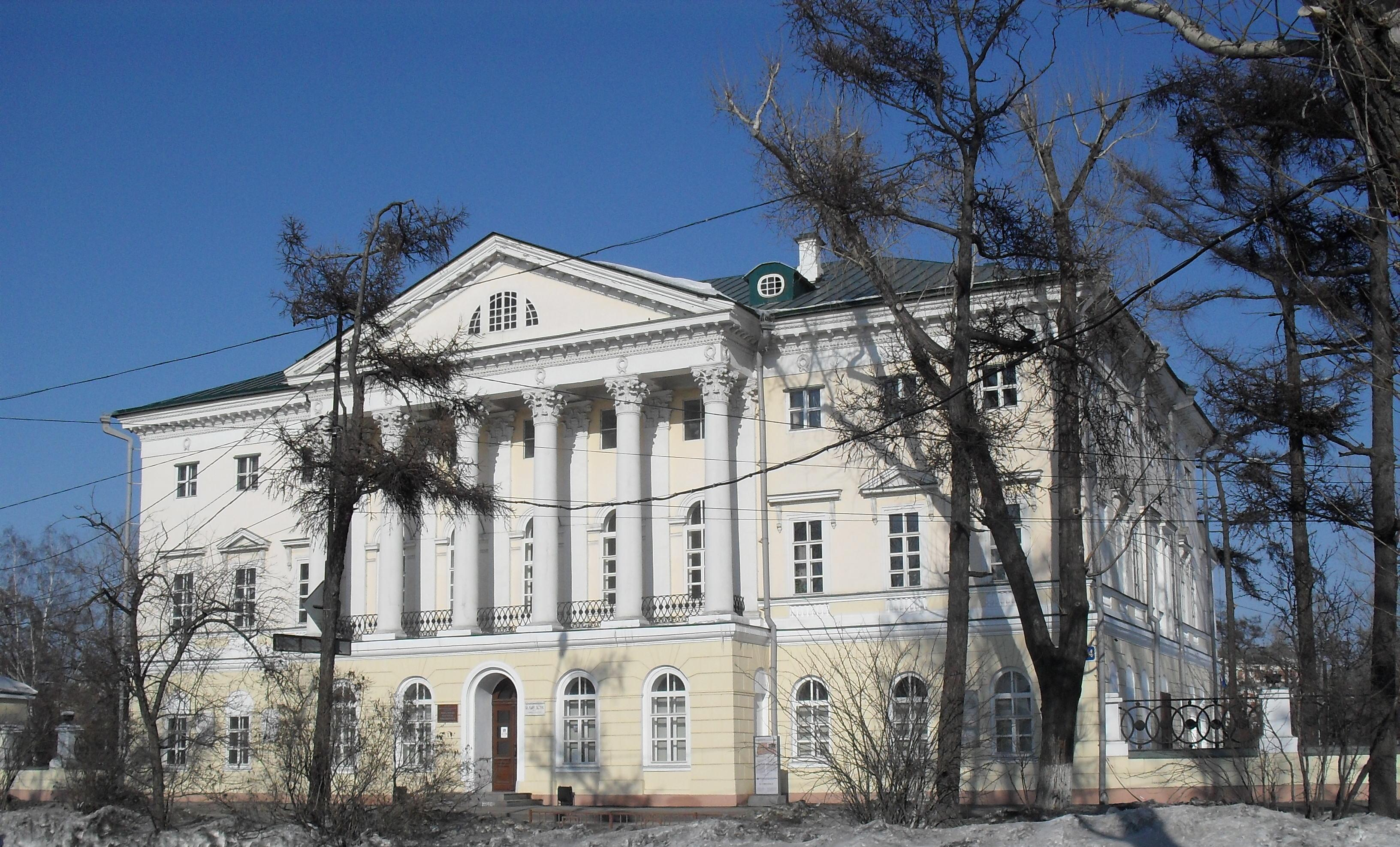
Maison-Blanche, ancienne résidence des gouverneurs.

Irkoutsk est l'une des rares villes de Sibérie qui a réussi à préserver son aspect historique et sa disposition d'origine. Son centre-ville a pris forme à l'emplacement d'un ostrog en bois, dont les vestiges ont été démantelés en 1790. L'église du Sauveur est le seul bâtiment survivant de l'ostrog  (après des réparations répétées, elle a perdu son aspect d'origine), et avec la cathédrale de l'Épiphanie, elle forme le plus ancien ensemble architectural d'Irkoutsk. Un autre ensemble important de la ville est situé près du quai de l'Angara au début de la rue Karl Marx. Il est formé par le monumentle fondateur du chemin de fer transsibérien : la statue d'Alexandre III, le musée des traditions locales avec des tours d'angle rondes, de style mauresque, et le palais Sibiriakov. Le palais, mieux connu sous le nom de « Maison Blanche », a été construit par le maire M. Sibiriakov au début du XIXe siècle dans le style du classicisme, les portes de la maison avant la révolution étaient décorées de sculptures de lions endormis. En 1838 et 1917, le bâtiment abritait la résidence des gouverneurs généraux. La zone historique et architecturale des décabristes à Irkoutsk est formée par l'église de la Transfiguration, la maison de I. Medvednikova, les maisons des décabristes Troubetskoï et Volkonski, la maison de Mikhaïl Speranski et d'autres. En outre, la zone protégée « complexe Jeliabovski » comprend des quartiers de bâtiments en bois. Dans les rues principales de la ville, Karl Marx et Lénine, se croisent des monuments d'architecture en pierre de la fin du XIXe siècle et du début du XXe siècle. La principale rue piétonne est la rue Ouritiski.
Au XVIIIe siècle, les rues d'Irkoutsk restaient tortueuses. Dans les années 1760, le premier gouverneur d'Irkoutsk, Karl Lwowitsch von Frauendorf, prend des mesures « pour améliorer la ville ». Le premier plan d'aménagement régulier de la ville a été élaboré par un auteur inconnu en 1791 et approuvé par Catherine II le 4 août 1792 (15 août dans le calendrier grégorien). La mise en œuvre du plan n'a commencé que dans les années 1810. A cette époque, l'introduction de la coordination préliminaire de tous les projets de construction avec l'architecte de la ville appartient. De la rue Morskaïa, de la place de la prison, le chemin du Baïkal s'est ouvert. La rue Perspektivnaïa , formée sur le site du mur de fortification de la ville, faisait face à la route de Iakoutsk. La rue de Moscou conduit à la traversée de l'Angara, d'où commençait la route de Sibérie. La route Circum-maritime de la rive gauche de l'Angara conduisait à la Transbaïkalie.

### Incendie de 1879
Dans la deuxième moitié du XIXe siècle, des maisons en bois à plusieurs appartements apparaissent. En 1891, le Gostiny Dvor, construit à la fin du XVIIIe siècle selon un projet typiquement palladien, est démoli. Dans les années 1930, le jardin du quartier-maître a cessé d'exister . Le bâtiment de la Douma municipale, reconstruit en 1895, a complètement perdu son aspect d'origine à l'époque soviétique, ainsi que la décoration de la façade.

### Période soviétique
Dans les années 1930 et 1940, des bâtiments uniques sont apparus dans le style du constructivisme soviétique, complétés plus tard par des éléments de l'architecture classique. Les bâtiments de la Banque d'État de l'URSS, de l'administration des chemins de fer panrusses et de l'hôtel Siberia ont été construits dans ce style. En 1934, l'ancien bâtiment de deux étages de la douma municipale a été reconstruit, à la suite de quoi le bâtiment a perdu son décor classique. Un exemple frappant de l'architecture stalinienne des années 1940 et 1950 est le bâtiment de la société Vostsibugol, conçu dans le style du classicisme monumental. La période de créativité de l'architecte de Léningrad Vladimir Pavlov est tombée sur les années 1970 et 1980. Ses œuvres célèbres, la « maison sur pattes » administrative et la « maison-navire » résidentielle sont réalisées dans le style du néo-brutalisme.
En 1970, Irkoutsk a été inclus dans la liste des villes historiques.

Exemples notables :
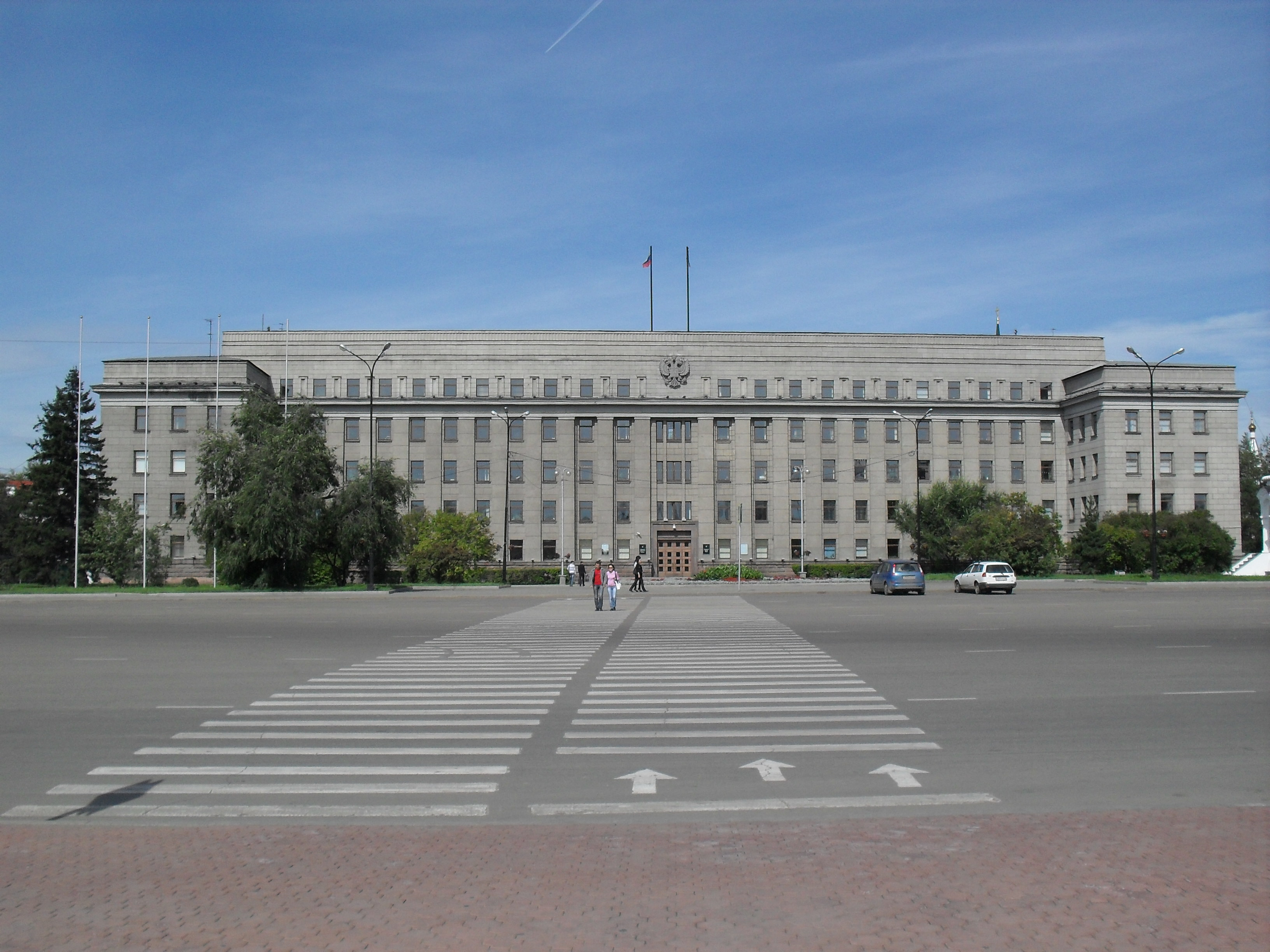
Maison des Soviets.
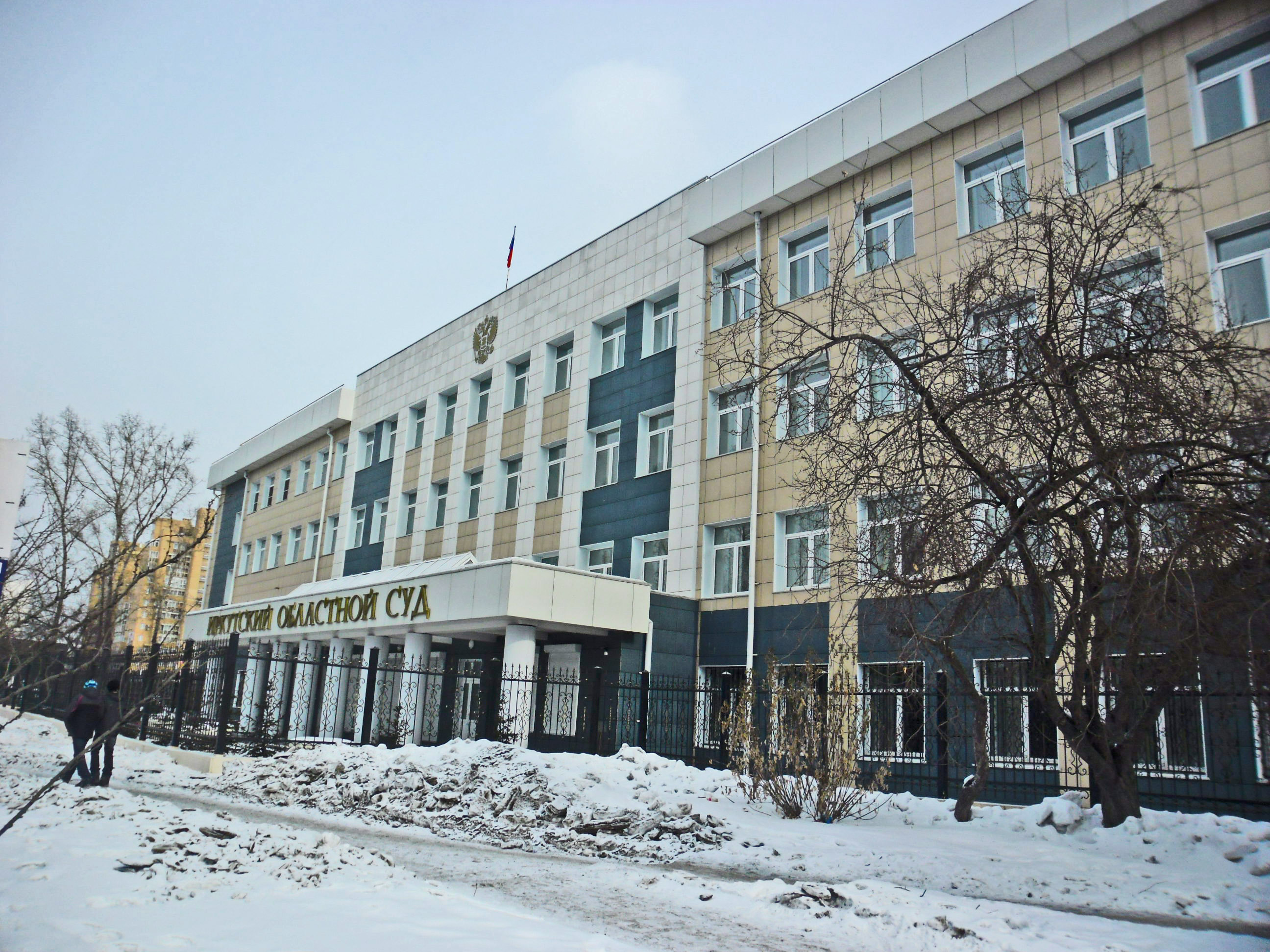
Tribunal régional.
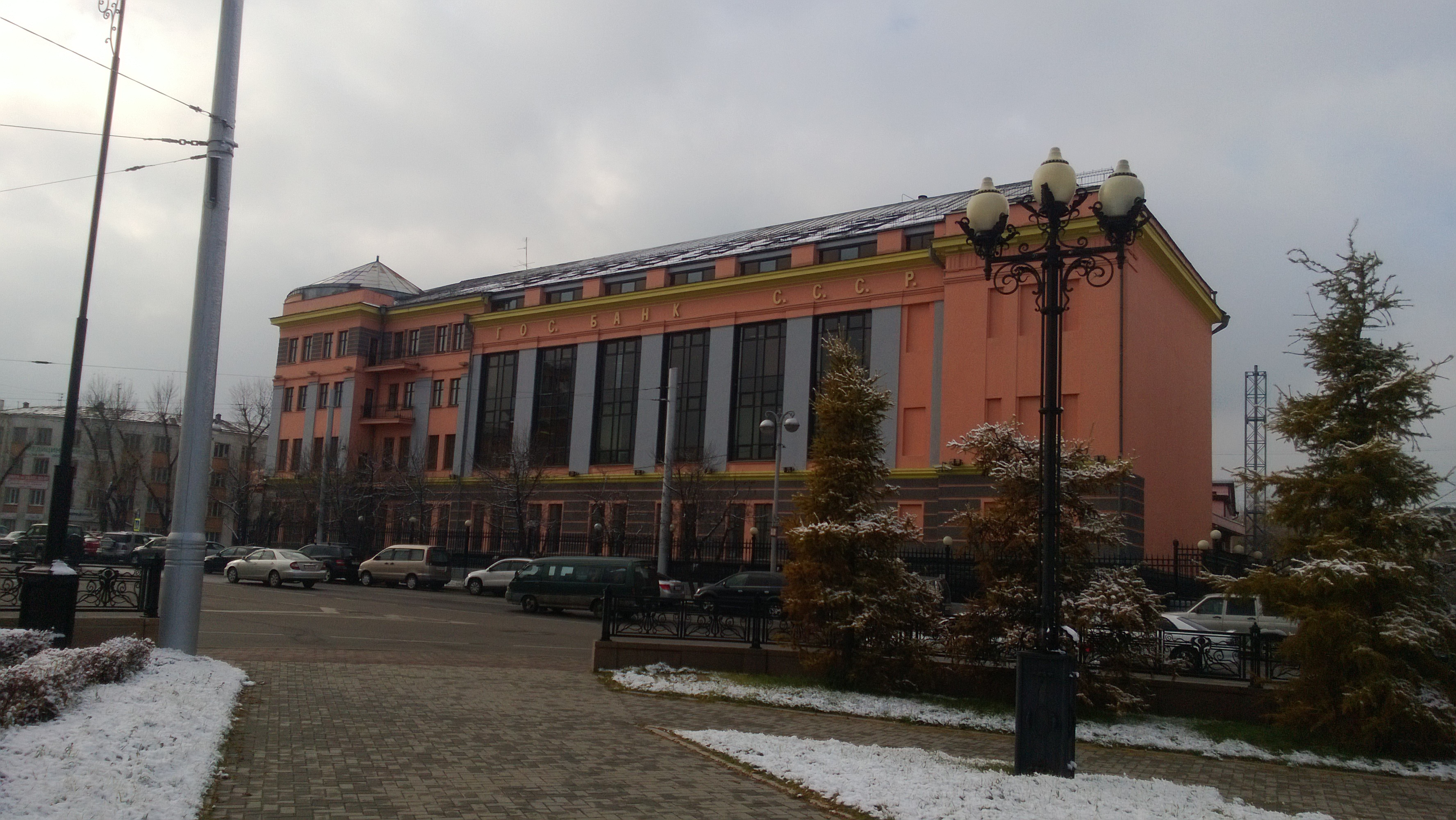
Succursale de la banque d'État.
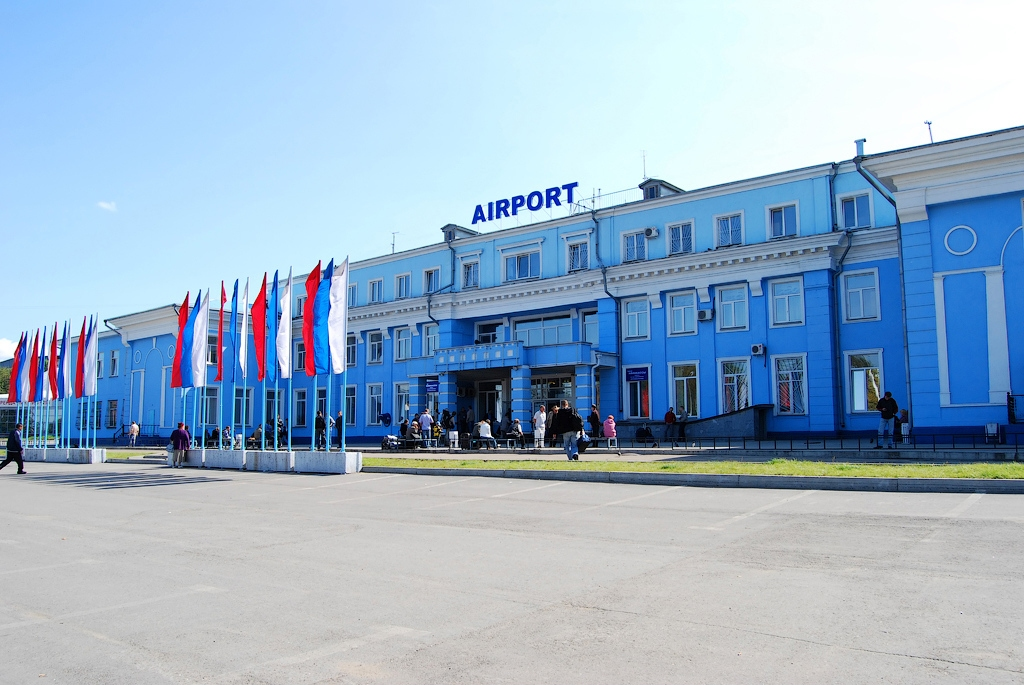
Aéroport d'Irkoutsk
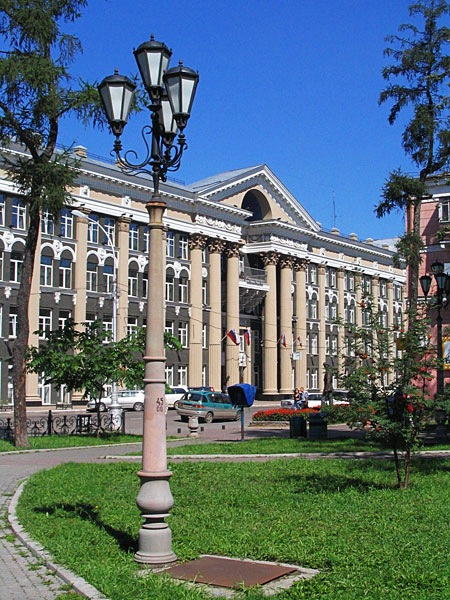
Siège des Chemins de fer de Sibérie orientale.
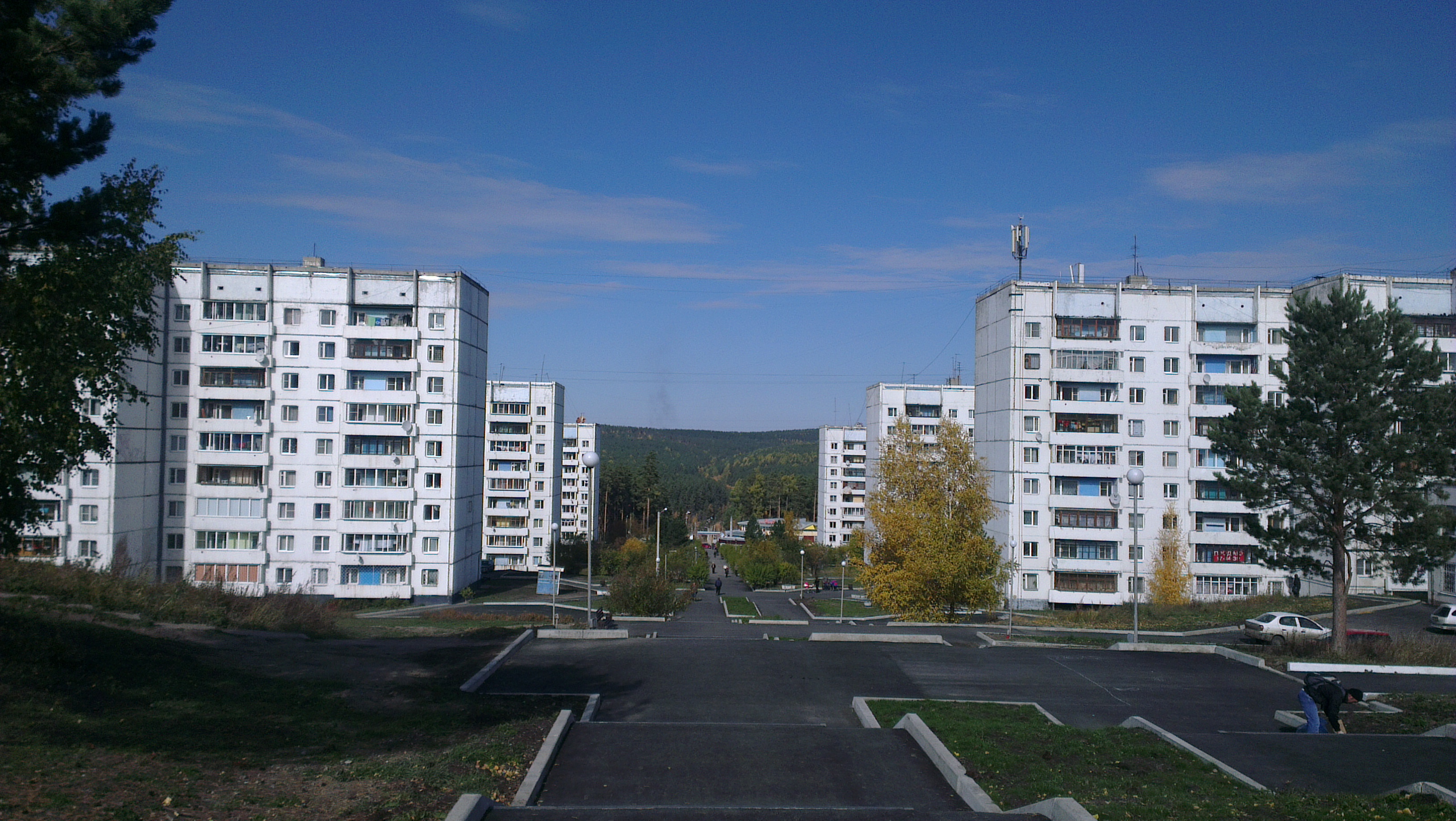
Quartier de Zelioni.
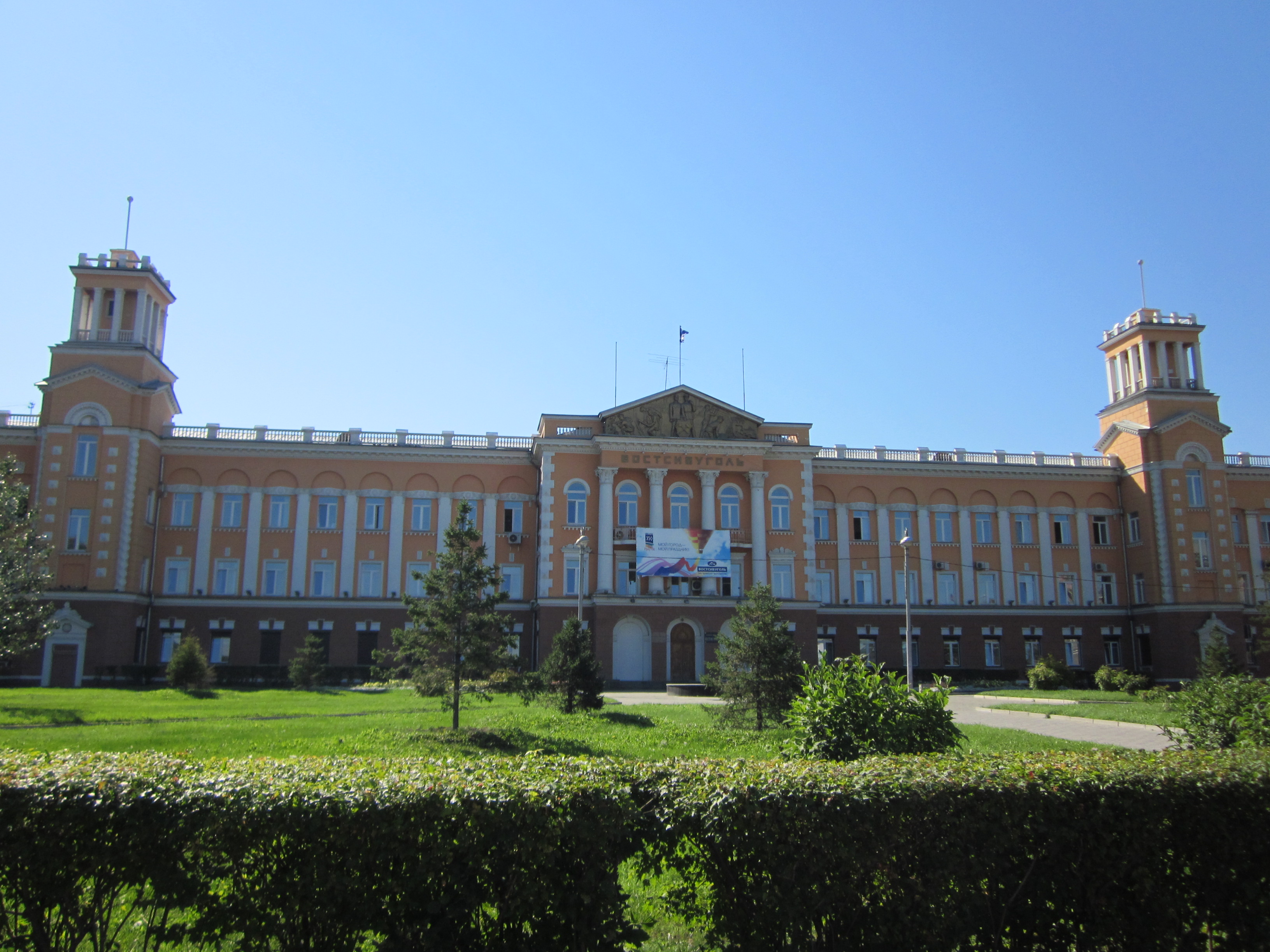
Siège de VostSibUgol.

### Depuis 1991
En 2007, le plan directeur de la ville a été adopté, remplaçant le plan soviétique de 1970. Un quartier d'affaires de la ville d'Irkoutsk est en cours de construction dans l'arrondissement de la Rive droite . En 2010, la ville comptait une avenue et plus d'un millier de rues d'une longueur totale d'environ 700 km. De nombreuses rues du centre historique conservent les noms soviétiques qui leur ont été donnés en 1920.

Exemples :
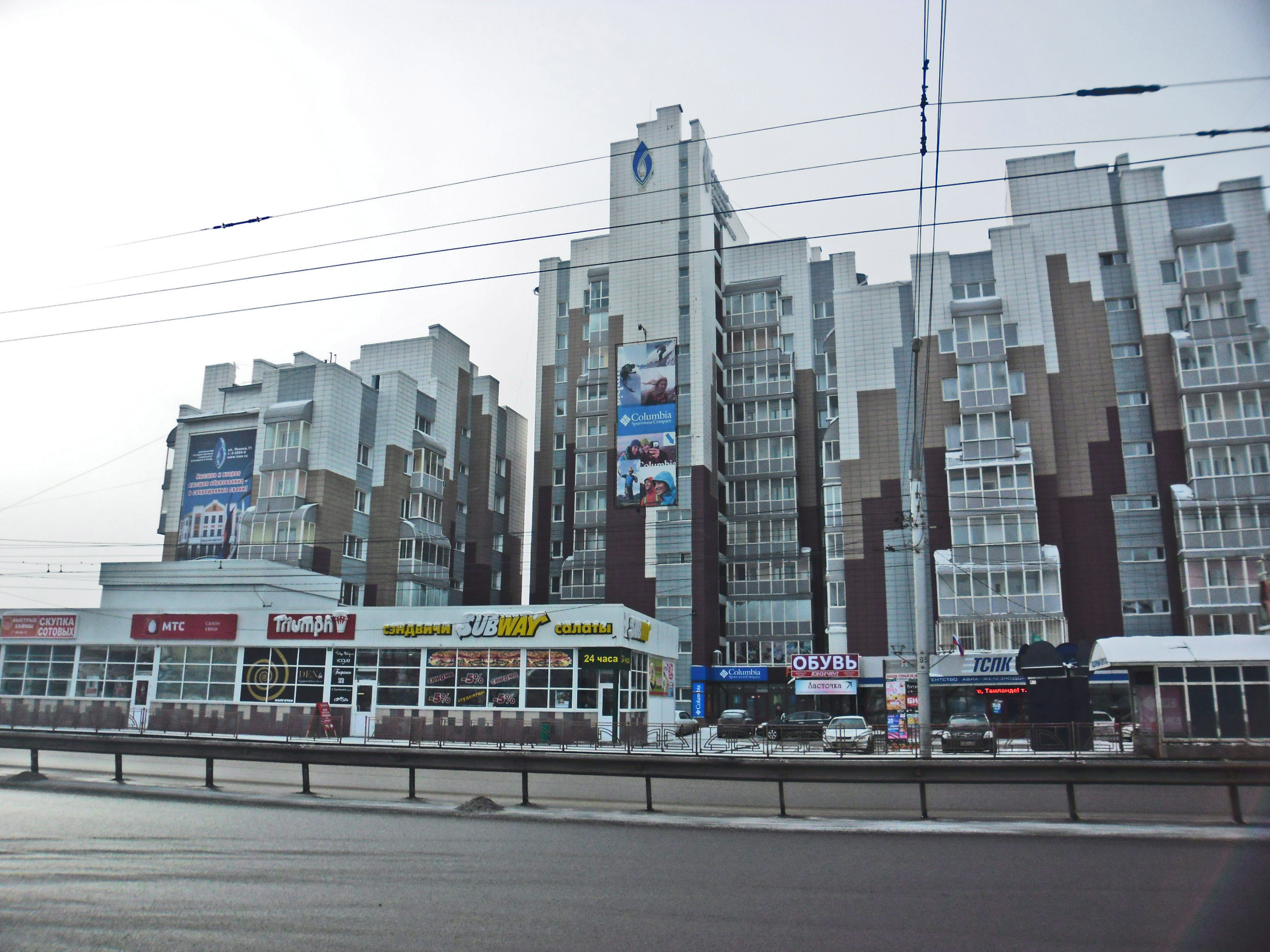
Bâtiments résidentiels.
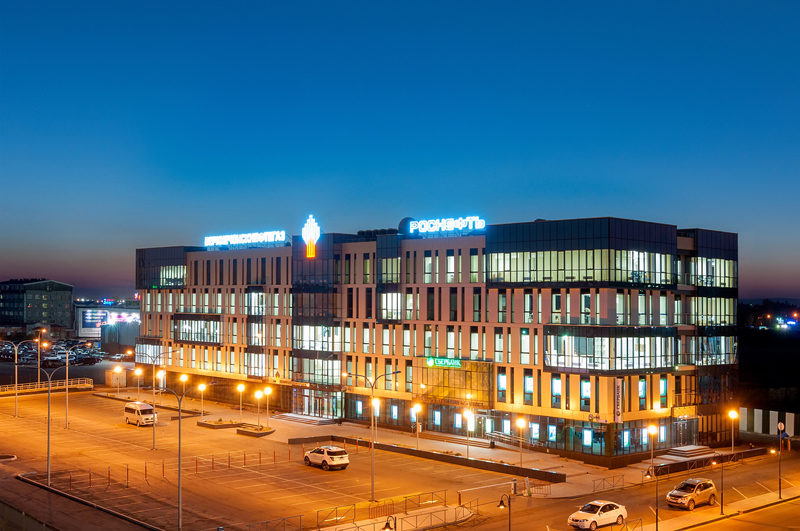
Siège régional de Rosneft.
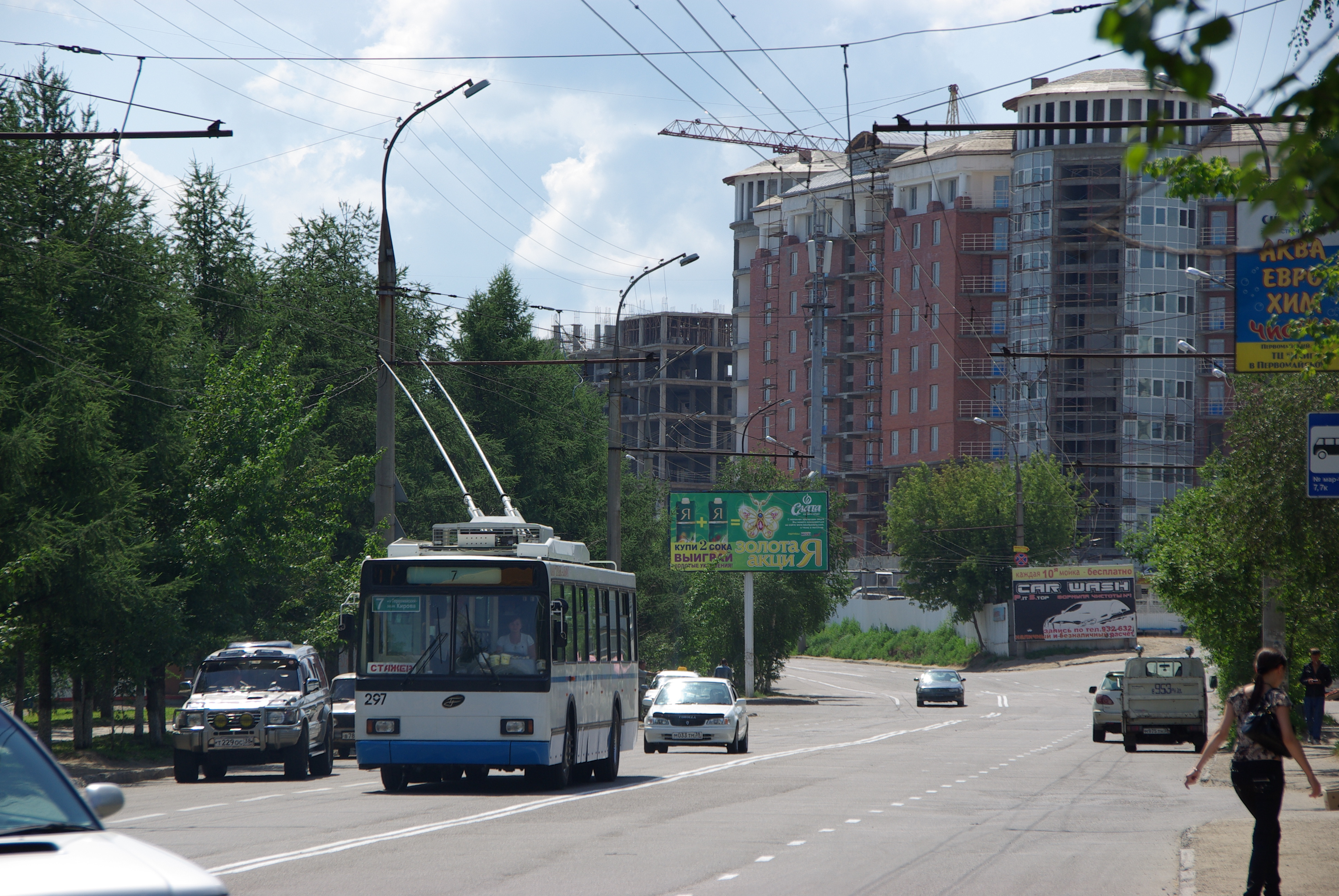
Tours à Pervomaïski.
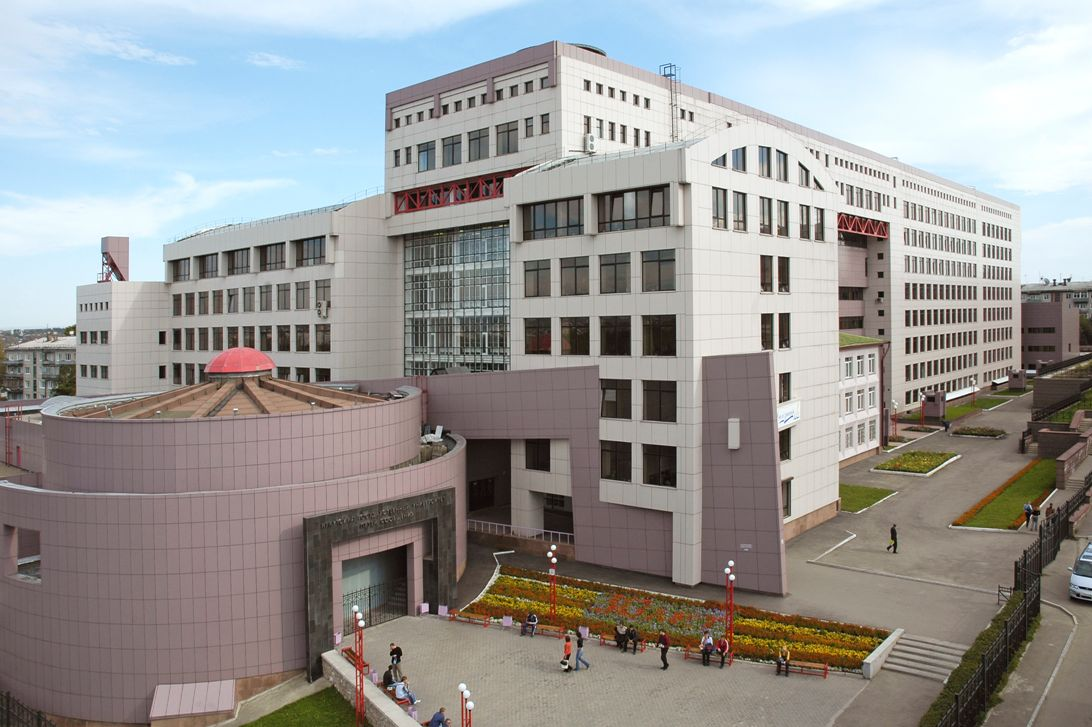
Université d'État des Transports d'Irkoutsk.
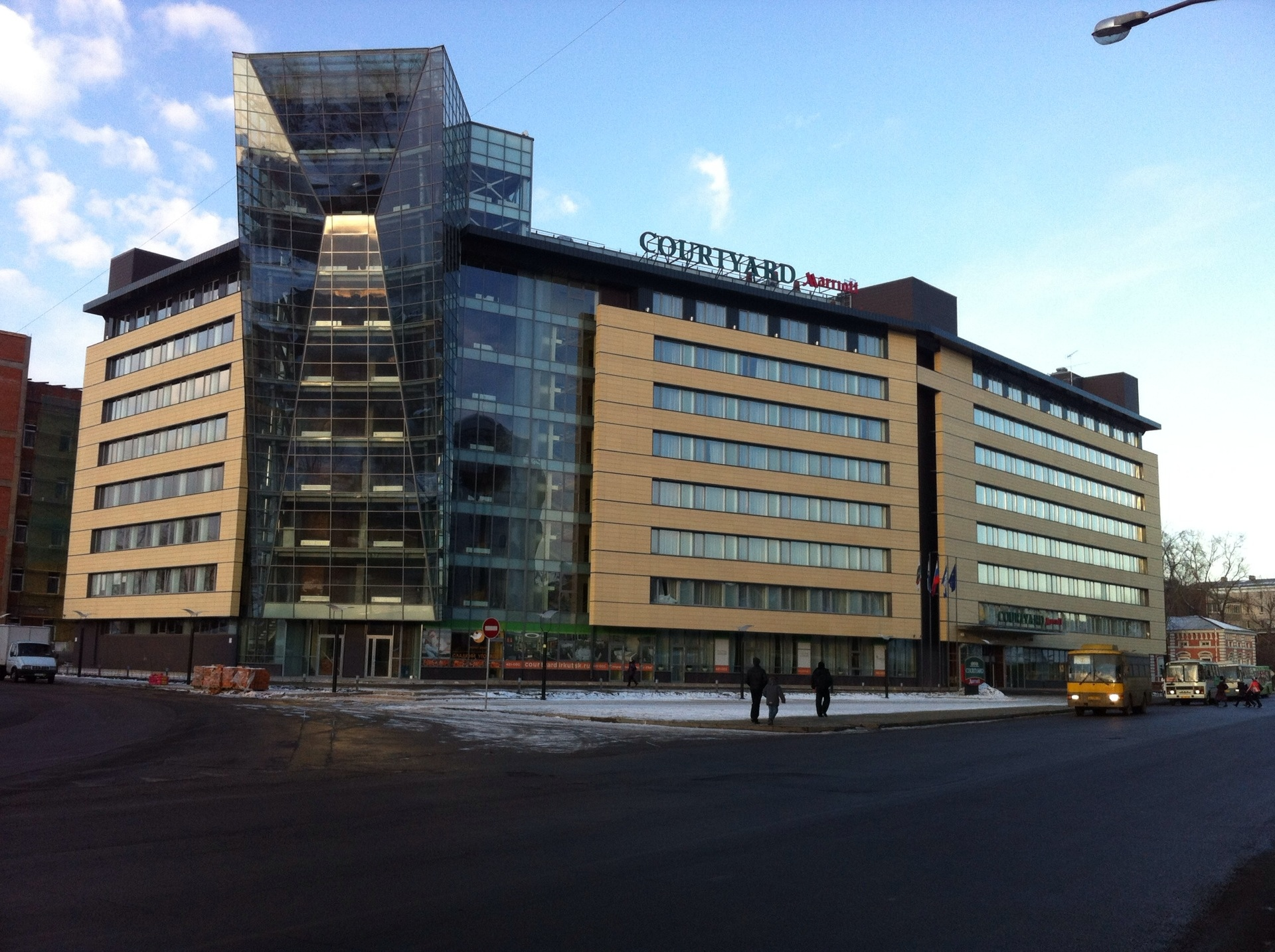
Hôtel Marriott.

## Sculpture
L'art monumental de la période soviétique est représenté par le complexe commémoratif de la flamme éternelle, les monuments à Vladimir Lénine dans les rues Lénine, Proletarskaïa, Angargesstroï, un monument aux combattants de la révolution sur la fosse commune des soldats de l'Armée rouge (au cimetière de Jérusalem — un cimetière de la ville) et autres. En 1967, sur le mur de l'ancien bâtiment, le panneau "Internationale" en mosaïques de céramique a été ouvert.
Parmi les monuments des années post-perestroïka figure le monument restauré d'Alexandre III. Il a été installé en 1908 pour commémorer la pose du chemin de fer transsibérien, qui passait par Irkoutsk. En 1920, la statue du roi est démontée. En 1964, un obélisque a été installé sur l'ancien piédestal, appelé le monument aux pionniers, et parmi la population - la "Flèche". En 2003, le symbole soviétique a été démantelé et une copie de la statue pré-révolutionnaire de l'empereur a été installée à sa place au détriment du chemin de fer. En 2004, un monument à l'amiral Alexandre Kolchak a été érigé près du lieu de son exécution en 1920.
En 2011, pour la célébration du 350e anniversaire de la ville sur le quai inférieur, l'arc de triomphe de Moscou, de style Empire, a été restauré; un monument aux fondateurs d'Irkoutsk a été érigé avec une statue en bronze de Iakov Pokhabov, réalisée par des sculptures de Moscou. D'autres monuments incluent un monument équestre au maréchal G. Joukov, un monument au dramaturge A. Vampilov , un monument aux relations russo-japonaises, un monument aux épouses des décembristes, et d'autres.

## Architecture religieuse
L'architecture russe est représentée par le plus ancien bâtiment en pierre qui ait survécu, l'église du Sauveur, construite en 1706-1710 par un maître en visite, Moïsseï Dolgikh. C'était la première cathédrale d'Irkoutsk. En 1758, un clocher à ornement baroque est ajouté, surmonté d'une haute flèche. La façade orientale du temple au début du XIXe siècle est ornée de fresques extérieures. L'église Znamenskaïa avec un clocher à plusieurs niveaux et la cathédrale de l'Épiphanie décorée de façon festive avec un clocher en croupe combinent également des éléments des styles russe ancien et baroque. Cette dernière a servi d'église cathédrale pendant un siècle et demi.
L'exemple le plus frappant du baroque sibérien est l'église de l'Exaltation de la Croix située sur le mont Jérusalem. La silhouette stupide du temple, telle une pagode bouddhique , est dirigée vers le haut. Ses façades sont richement décorées de motifs de figures géométriques avec saillies et décrochements. Un autre temple bien connu de cette architecture est l'église de la Trinité avec un clocher à plusieurs niveaux. Sa composition rappelle celle de l'église du Sauveur, et diffère de cette dernière par la grande coupole du temple. À la fin de l'époque baroque, l'église Kharlampievskaïa est apparue, qui se distingue par son magnifique décor. L'église de la Transfiguration associe des motifs baroques et des éléments de classicisme qui sont venus la remplacer. Le classicisme mature représentéEntrée-Église de Jérusalem , qui possède un portique à colonnades. Un petit nombre de monuments du classicisme ont été conservés. L'éclectisme avec des éléments byzantins de la fin du XIXe siècle est représenté par les églises de Kazan et Prince-Vladimir.
La grandiose cathédrale de Kazan, haute de 60 mètres, a été construite dans le même style ; de 1894 à 1920, c'était une église cathédrale. Dans les années 1930, elle fut détruite, comme de nombreuses autres églises : Tchoudotvorskaïa, Annonciation, Tikhvinskaïa, Ouspenskaïa, Alexandrinskaïa, l'église luthérienne, ainsi qu'une chapelle au nom du Christ Sauveur. Pendant les années du pouvoir soviétique, la cathédrale principale était l'église de l'Exaltation de la Croix, Znamenskaïa et Michel-l'Archange exploitées à partir des églises paroissiales.

## Protection
Fin 2011, il y avait 761 monuments d'architecture en bois à Irkoutsk . Parmi ceux-ci, 28 objets ont été répertoriés sous protection fédérale, 36 - régionaux et 485 - municipaux ; 156 monuments ont été privatisés.

## Architecture en bois
Jusqu'à l'incendie de 1879, la ville est restée presque entièrement faite de bois. Après l'incendie, le conseil municipal a interdit la construction en bois dans cinq rues principales. Au tournant des XVIIIe et XIXe siècles, les maisons commencent à être construites selon les modèles élaborés par les architectes de la capitale. Plusieurs maisons exemplaires de cette époque ont survécu à ce jour, parmi lesquelles la maison du décembriste P. Moukhanov sur la rue Timiriazev; la façade de la maison est conçue dans un style simple et la frise est décorée de couronnes en stuc. Dans la deuxième moitié du XVIIIe siècle, à la place du mica, du verre produit localement a commencé à apparaître sur les fenêtres. La plupart des maisons ont été construites en rondins ou en bois, et seuls quelques bâtiments ultérieurs ont été recouverts de planches et peints. Le toit à la fin du XVIIIe siècle - début du XIXe siècle était à pignon raide. Plus tard, un toit à quatre pentes s'est répandu. Souvent, les maisons étaient construites sur un sous-sol  - un cadre inférieur sur lequel une cage était placée. Dans la cage, il y avait une pièce, au sous-sol - un garde-manger. Parfois une mezzanine et un grenier étaient aménagées. Les cours étaient clôturées avec une haute clôture.

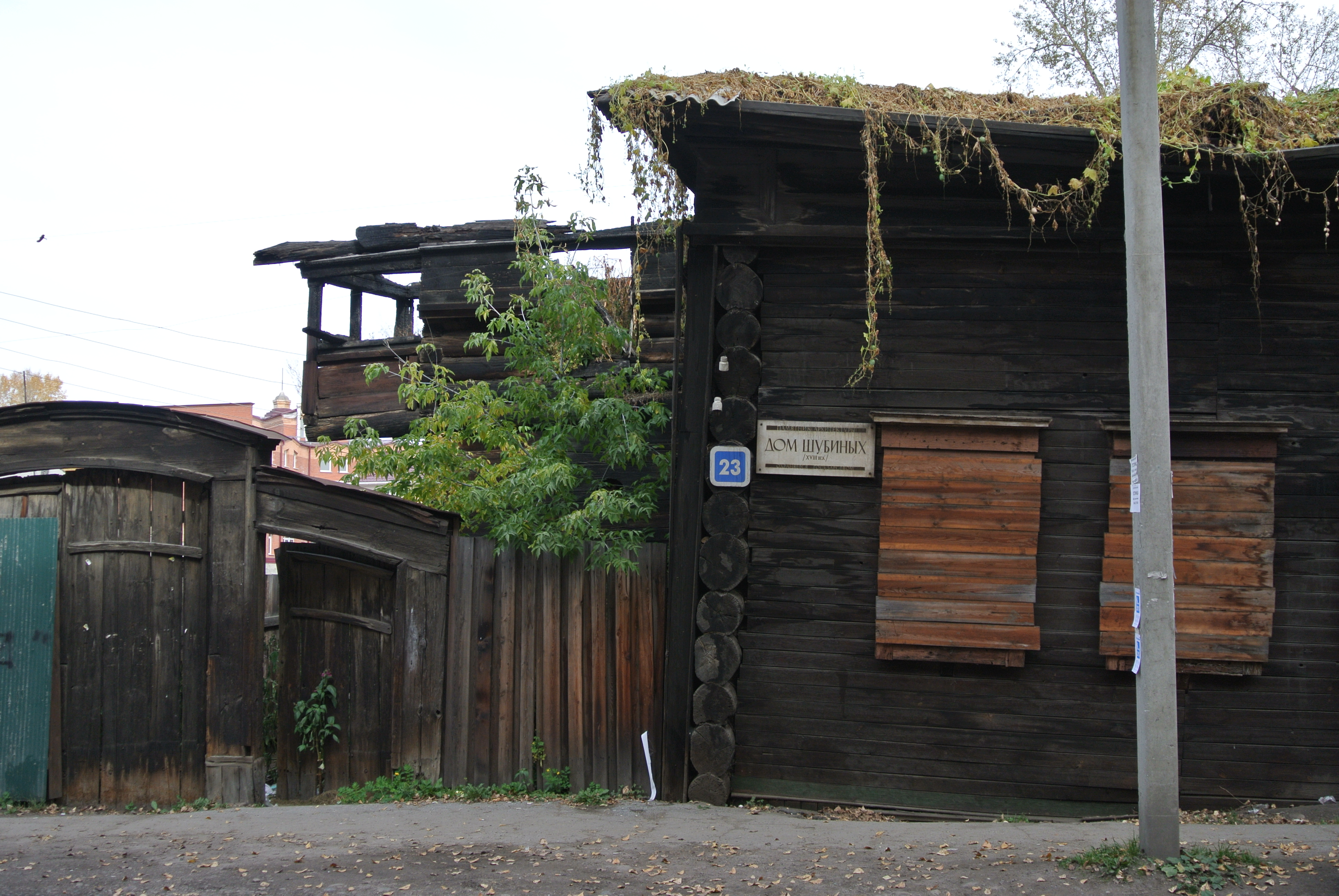
La maison Choubine est le plus vieux bâtiment encore debout d'Irkoutsk.

La sculpture est concentrée sur le porche, les corniches, les architraves et les volets. Le décor en bois est réalisé dans le style du classicisme puis du baroque pour Irkoutsk. Les caractéristiques locales des architraves baroques comprennent le sandric, composé de deux volutes opposées, et l'acrotère. Après l'avènement de la scie sauteuse à la fin du XIXe siècle, la taille en relief a cédé la place à une taille plus simple, grâce à laquelle le décor s'est étendu non seulement aux architraves, mais aussi à la frise, la corniche et les lames d'angle. Un exemple de l'utilisation de la sculpture sciée est la construction d'un jardin d'enfants dans la rue Gorki. Des maisons du tournant des XIXe et XXe siècles ont également été préservées, réalisées dans le style Art nouveau avec des lignes de décor souples et fluides, des motifs de fleurs et de tiges. La maison de Chostakovitch sur la rue Profsoïouznaïa a été faite dans ce style. En raison de l'augmentation de la couche culturelle dans le centre-ville jusqu'à 1,5 mètre, les fenêtres des maisons anciennes sont souvent situées au même niveau que la chaussée et même plus bas.

La plus ancienne maison d'Irkoutsk est la maison Choubine, construite au XVIIIe siècle. Il porte le nom du propriétaire pré-révolutionnaire, le marchand Choubine. La maison à un étage a été abattue sous la forme de rondins de pin, puis gainée de planches et décorée de sculptures; au fil du temps, s'est enfoncée dans le sol de plus d'un mètre. Aujourd'hui, elle est un monument d'importance fédérale, endommagée par les incendies; et sa propriété privée entrave la restauration. La Maison de l'Europe richement décorée, également connue sous le nom de Maison de la Dentelle, est considérée comme un exemple d'architecture en bois. Le bâtiment est une copie de la maison Chastina du XIXe siècle, recréée à partir de dessins en 1999. En 2011, dans le cadre d'un partenariat public-privé, le projet du 130e quartier avec des maisons reconstituées des XVIIIe et XIXe siècles. 

Exemples notables :
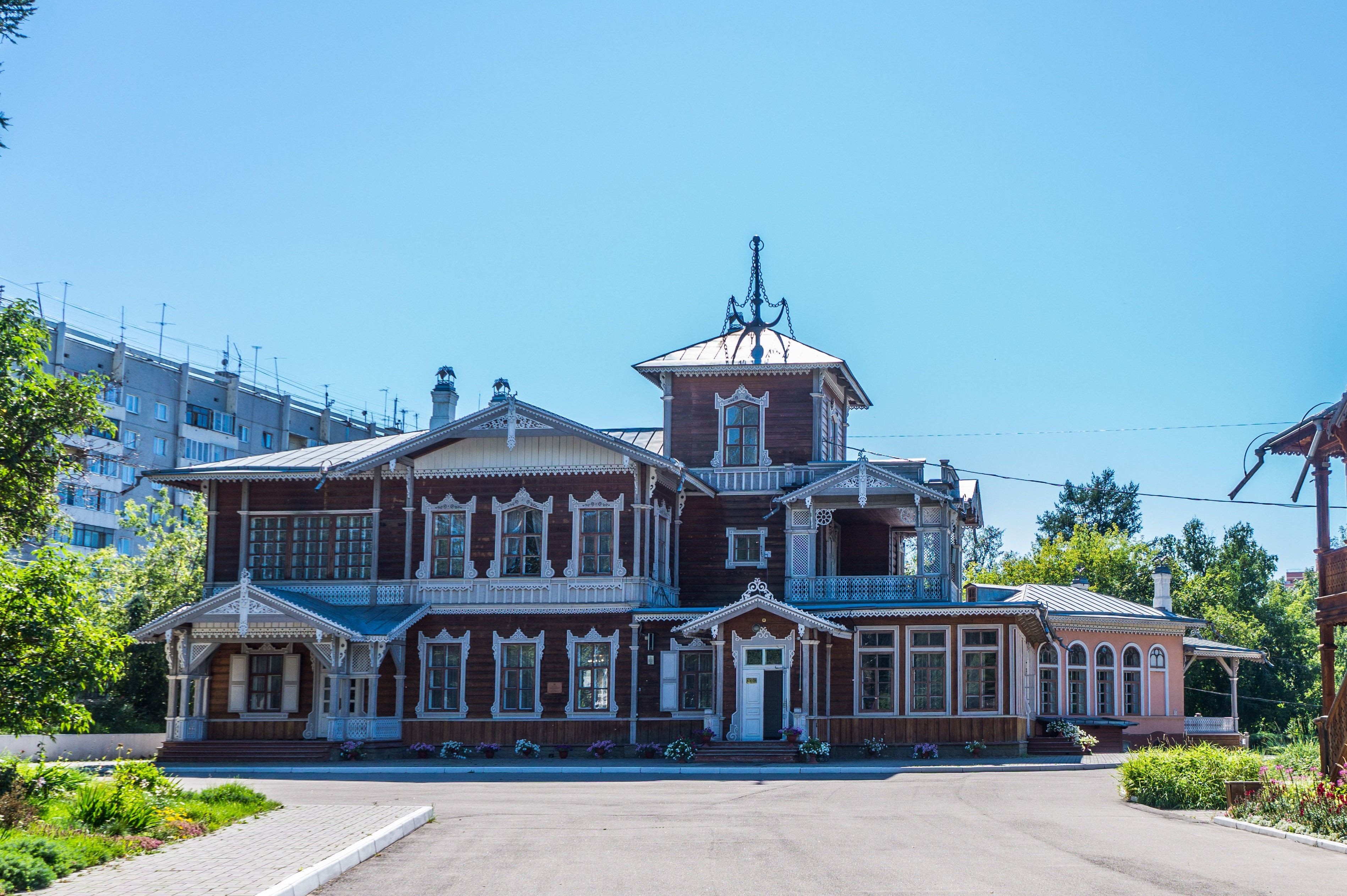
Maison de Vladimir Platonovich Sukatchiov
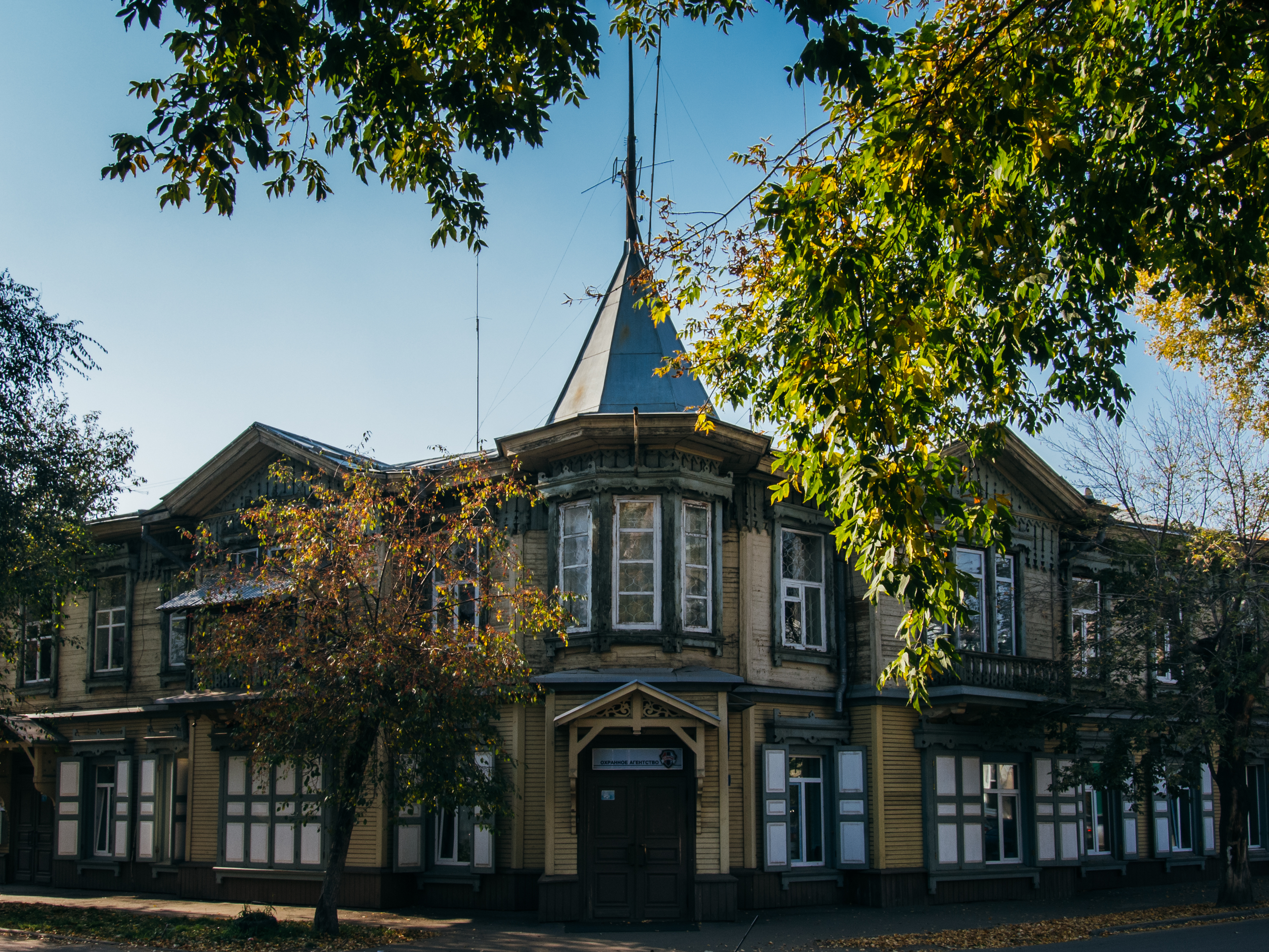
Hôtel Metropol.
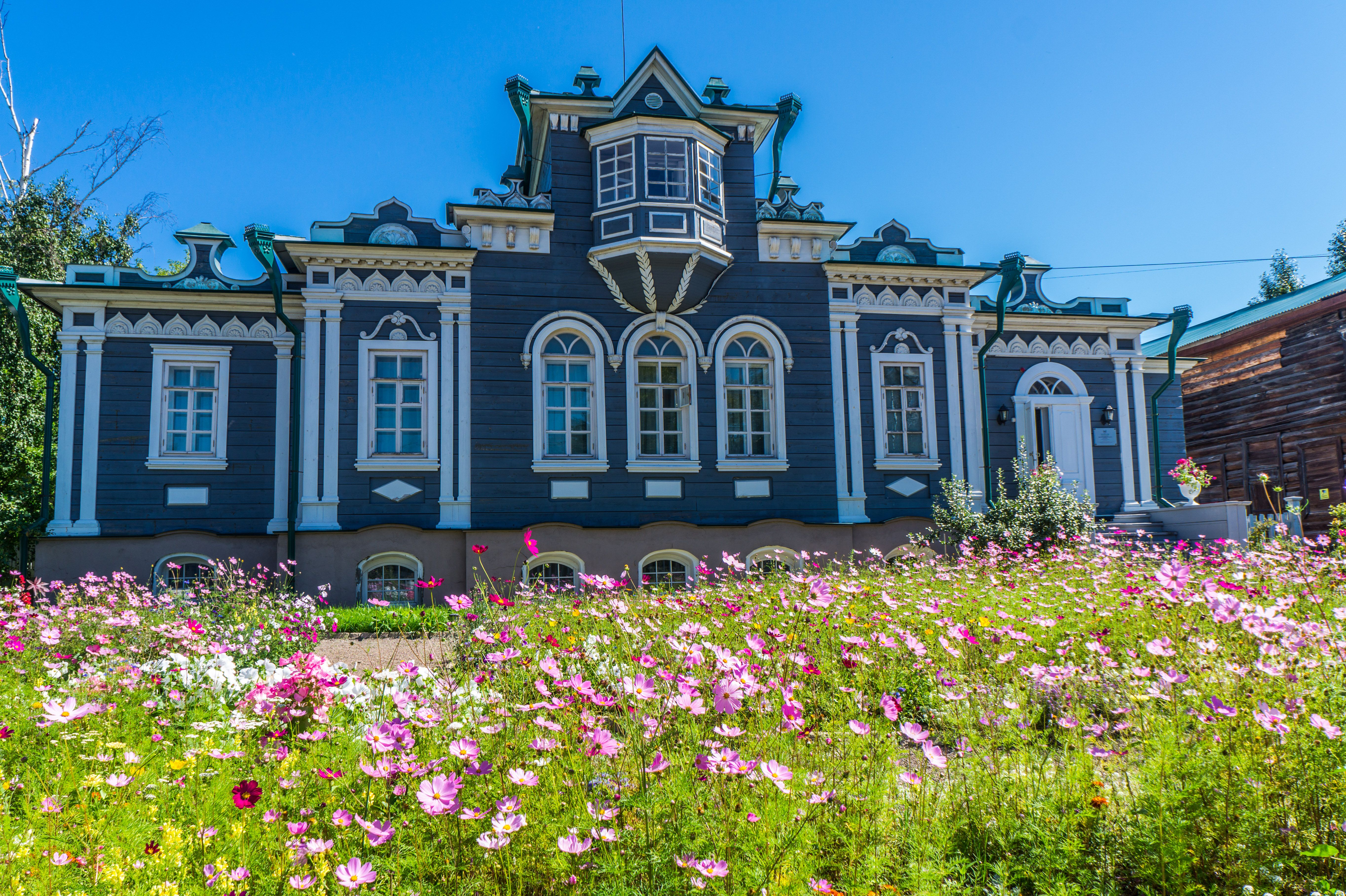
Maison des Troubetzkoï.
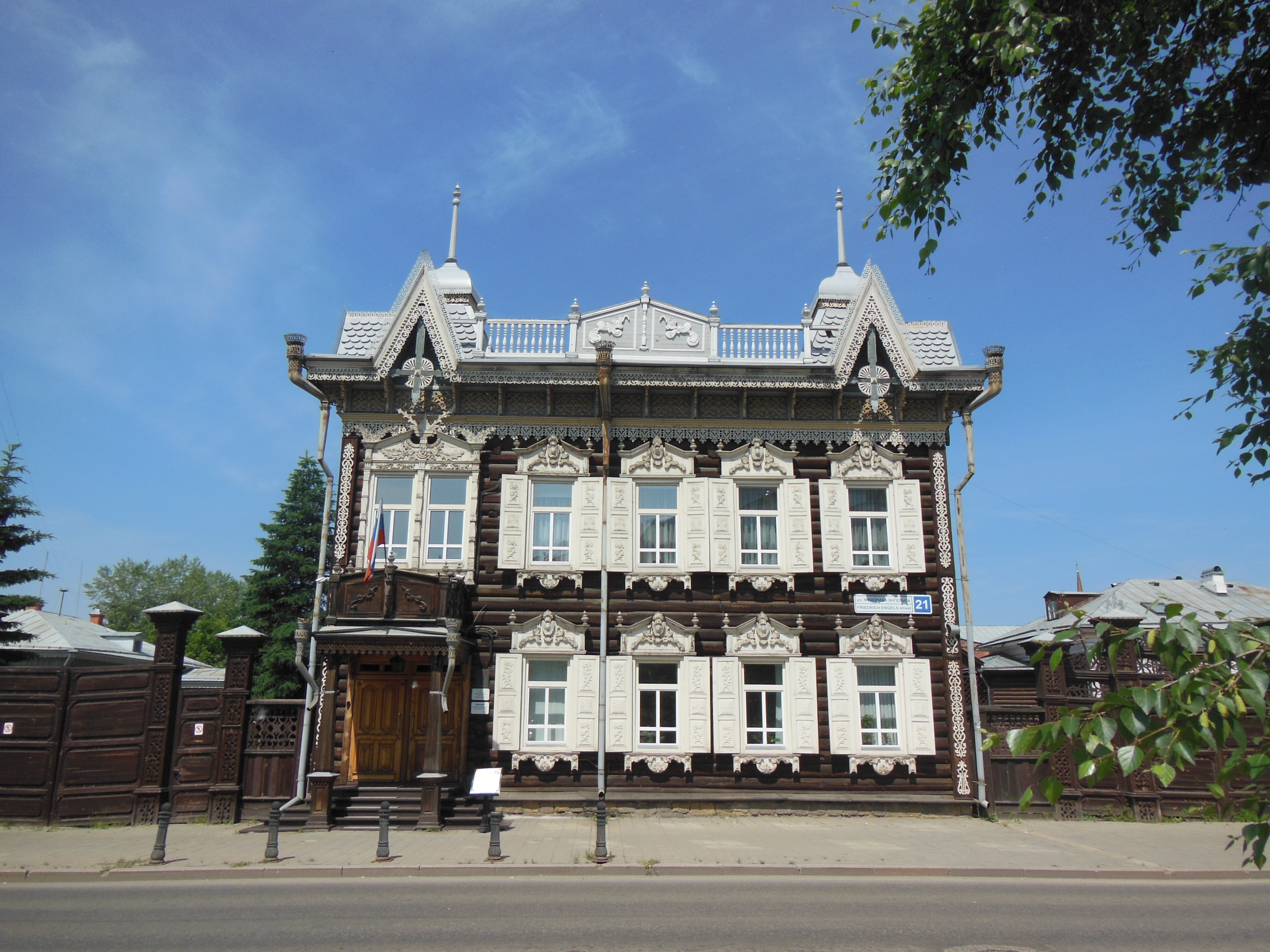
Maison Chastina.

## Architecture en pierre

Exemples notables :
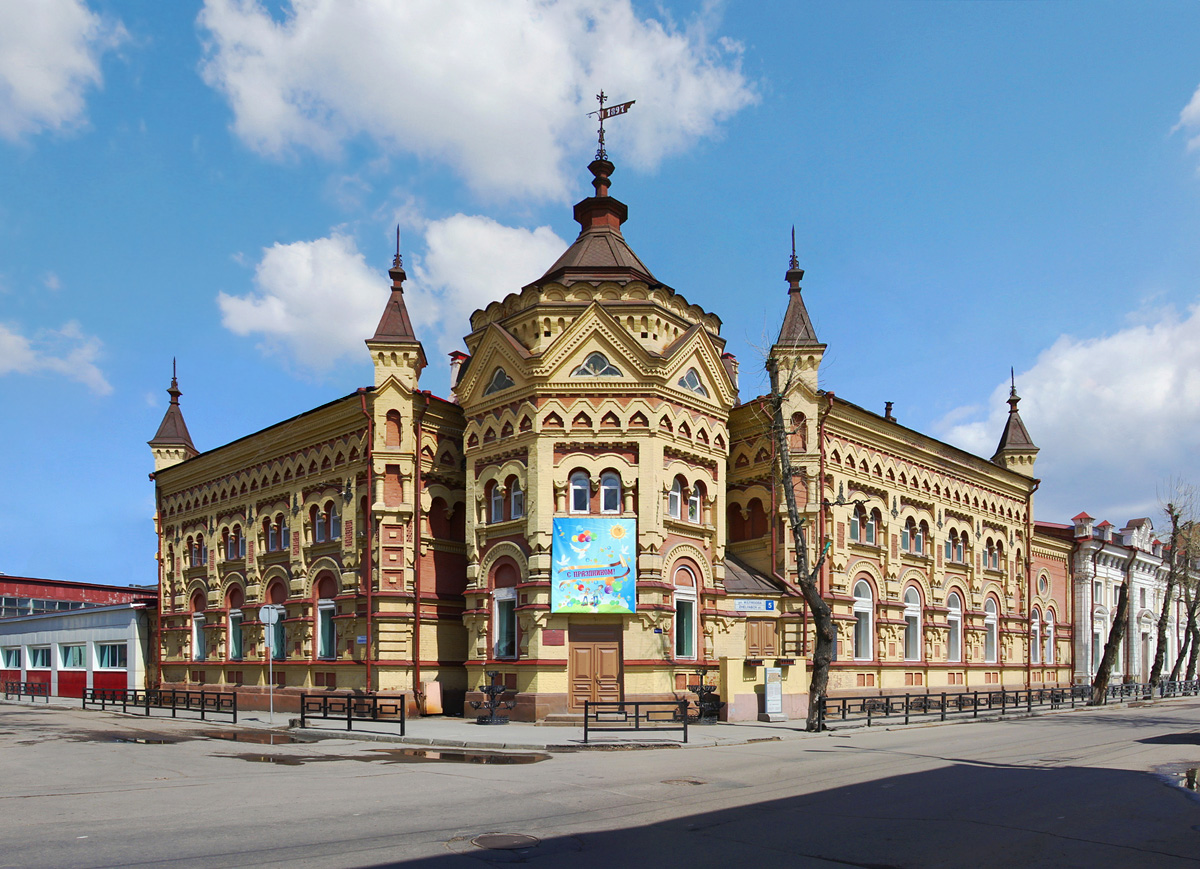
Maison Vtorova.
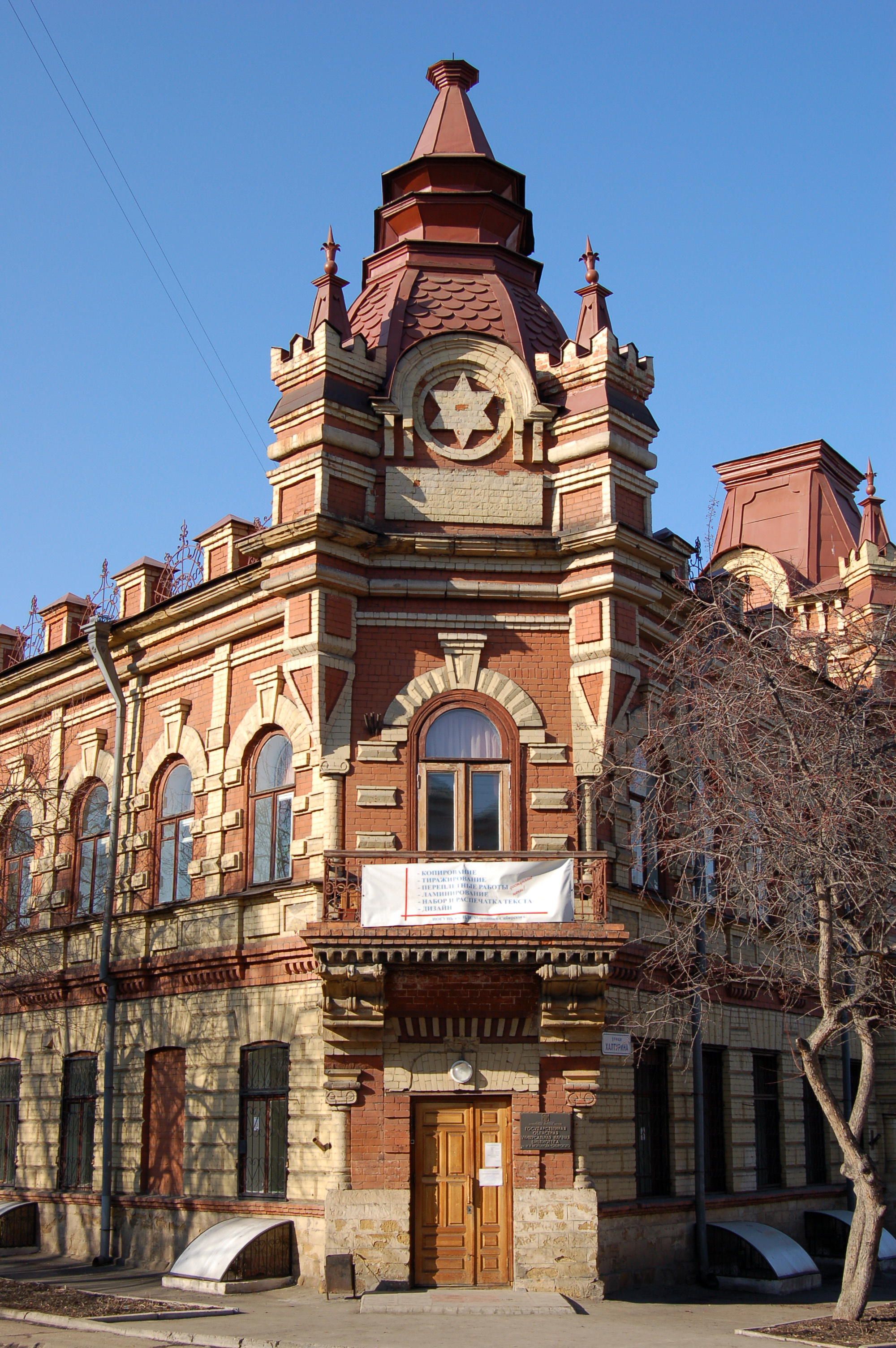
Maison Fainberg.
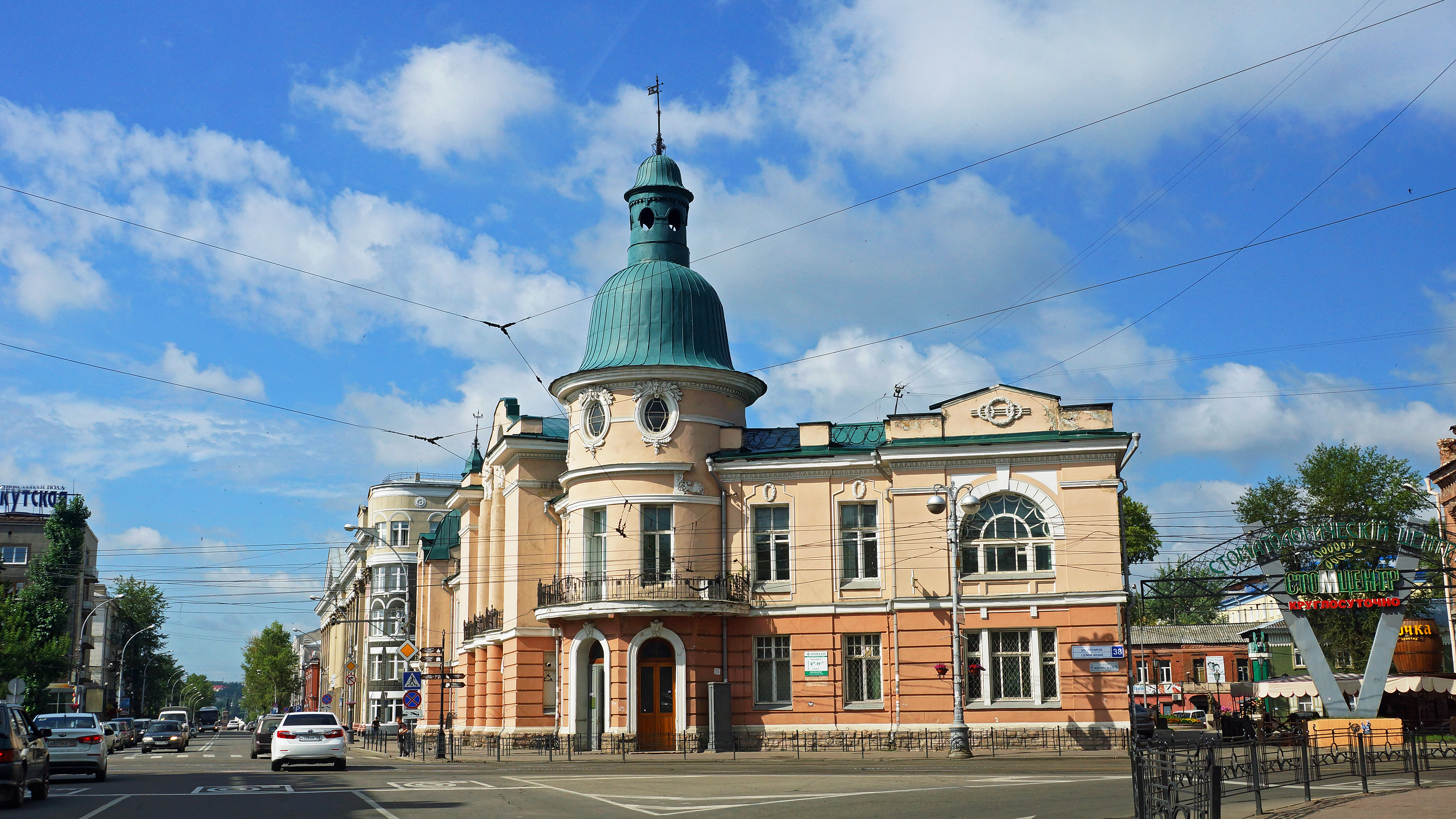
Banque Russo-Asiatique.
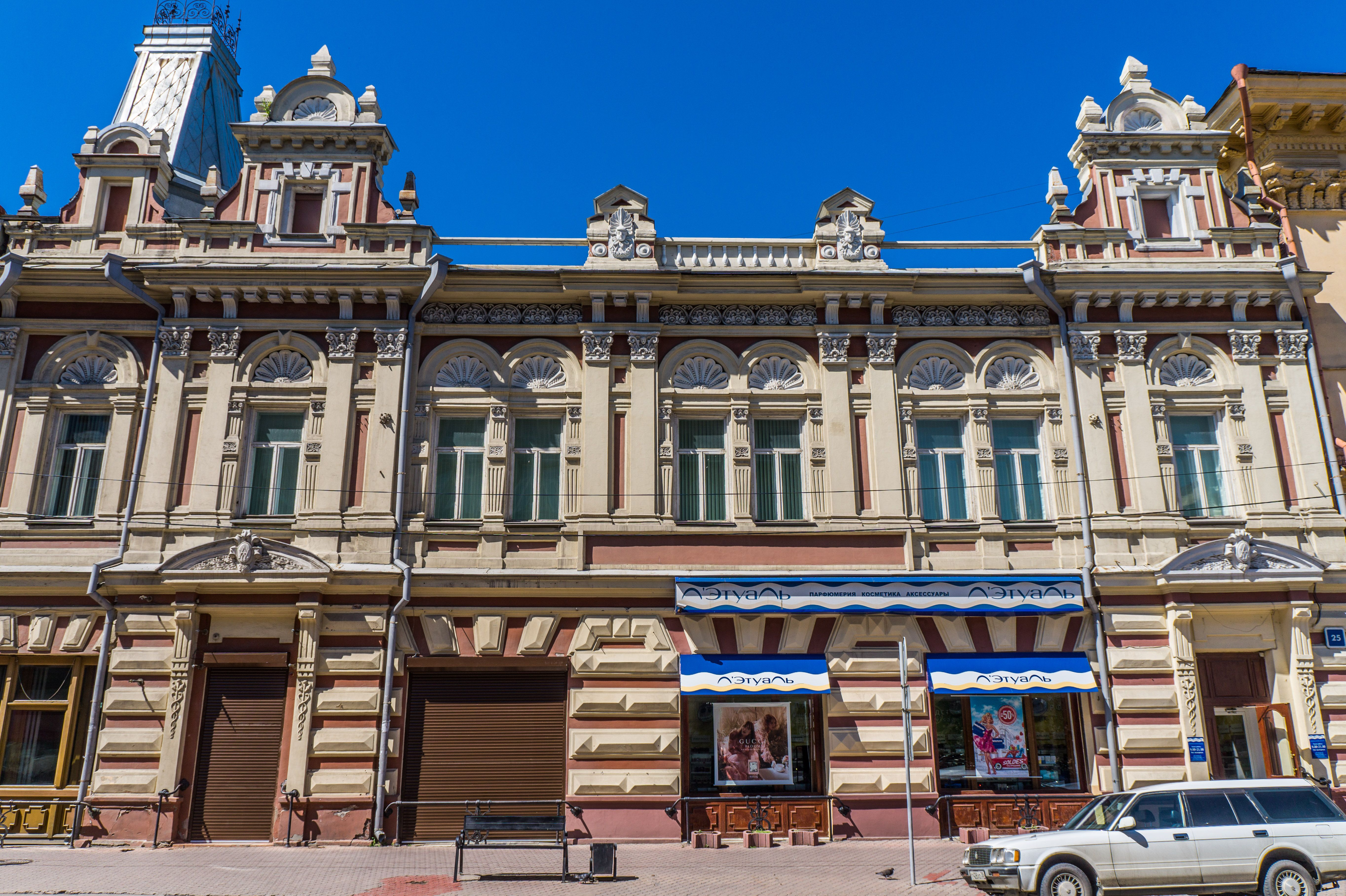
Maison Vollerner.

## Destruction de monuments
L'environnement historique d'Irkoutsk est progressivement détruit. De 2004 à 2011, plus de 300 sites du patrimoine culturel ont été retirés de la protection de l'État et détruits. Les maisons en bois sont régulièrement incendiées. Sous l'action de l'humidité, les fondations sont détruites, avec l'installation de fenêtres en plastique, les chambranles disparaissent, les façades perdent leur valeur artistique. Les autorités de la ville ont préconisé à plusieurs reprises le transfert d'un certain nombre de monuments dans des zones spéciales et la démolition de bâtiments délabrés qui, à leur avis, n'ont pas de valeur historique. Le Centre pour la préservation du patrimoine culturel s'est opposé à une telle démolition et a insisté pour que les sites du patrimoine culturel restent en place. La communauté d'experts estime que ni la municipalité ni l'oblast ne disposent d'une autorité et de ressources financières suffisantes pour préserver les monuments, et rejette davantage la responsabilité de leur sort sur le gouvernement fédéral.
Parmi les autres valeurs perdues dans la période post-perestroïka figurent les thermes de Kourbatov et la caserne rouge, qui ont finalement été détruites en 2011 . Pendant les années du pouvoir soviétique, l'arc de Moscou, l'arc du Tsarévitch et la Maison du Bossu, qui a été démolie en 1961, ont été perdues.

## Parcs et places
La ville compte plus de 40 parcs et places d'une superficie de 360 hectares ; la superficie des parterres de fleurs est de 9 000 m². Au total, 1105 espèces végétales poussent à Irkoutsk et ses environs, dont 58 figurent dans le Livre rouge de l'oblast. Les rues principales sont décorées de sculptures florales d'animaux. Les travaux d'aménagement paysager des rues sont réalisés par l'Eastern Construction Company. Il y a 12 fontaines, dont 4 sont dynamiques à la lumière.
Douze espaces verts d'une superficie totale de 5,5 mille hectares occupent près de 42% de la ville, parmi lesquels: la forêt Plichkinski, le bosquet Kaiskaïa, le jardin botanique, le bosquet Zvezdochka, un bosquet sur le mont Siniouchina, la station balnéaire d'Angara, Novo-Melnikovo, l'arboretum d'Akademgorodok, les zones des stations Ioubileïny, Ierchovski, Batareïnaïa et Veressovka.
Les zones du parc comprennent le parc de la Commune de Paris, le jardin des reliques de Thomson, le bosquet de Kachtakovskaïa, la place près de la place Graf Speranski, le parc du domaine de Soukatchev, la place du théâtre, les îles aux chevaux, Iounist et autres. Les attractions pour enfants fonctionnent dans les parcs "Chipollino", Komsomolsk, "Gulliver". Une galerie-zoo a été ouverte dans le parc central de la culture et des loisirs, formé sur le site de l'ancien cimetière de Jérusalem. Avant la révolution, à différentes époques, il y avait les jardins du quartier-maître et Basninski et le jardin de la jeune fille du tsar.

## Cimetières
Les cimetières Novo-Leninskoïe, Radichchevskoe , Aleksandrovskoïe et de la Batterie fonctionnent à Irkoutsk. Les cimetières de Lissikhinski, Glazovo et Tatarskoïe (Basse Lissikha) ont été fermés. Sur Lissikhinski, il y a des sépultures de soldats morts de blessures pendant la Grande Guerre patriotique. À quelques kilomètres d'Irkoutsk se trouve le cimetière mémorial de Pivovarikha , où sont enterrés plus de 15 000 victimes des répressions staliniennes.
Les premières sépultures de Russes ont été faites au XVIIe siècle sous les murs de l'ostrog : en ce lieu 379 sépultures ont été retrouvées dans des cercueils et des ponts, creusés dans un arbre entier, plus de la moitié des défunts étaient des enfants. Avant la peste et le décret « Sur les mesures pour arrêter les épidémies et aménager les cimetières » de 1771 , les morts étaient enterrés principalement dans les églises. Plusieurs tombes ont été conservées dans la clôture du monastère de Znamenski, parmi lesquelles la tombe de Grigory Chelikhov. Le cimetière russe non religieux a été ouvert à la fin du XVIIIe siècle sur une montagne qui est devenue plus tard connue sous le nom de Jérusalem. Le cimetière de Jérusalemil fut longtemps le principal de la ville, il fonctionna jusque dans les années 1920. Au total, il y a environ 100 000 tombes dans le cimetière. Au sein du cimetière, des parcelles ont été attribuées aux catholiques et aux juifs. En 1932, il a été décidé de placer un parc municipal de la culture et des loisirs sur le site du cimetière, qui a été ouvert en 1957. Depuis le XVIIIe siècle, il y avait un cimetière luthérien près de l'église de l'Exaltation de la Croix, où le premier gouverneur d'Irkoutsk, Karl Frauendorf , a été enterré. Les inhumations ont eu lieu aux cimetières de Vieux-Glazovo, de Novo-Leninskoïe, militaires dans la banlieue de Rabotchy, Znamenskoïe et Kraft-Sloboda sur ZnamenskaïaGora. Tous ont cessé d'exister avant les années 1940. La fosse commune des légions tchécoslovaques a été conservée au cimetière Staro-Glazkovski, les tombes des décembristes V. A. Betchasnov, A. Z. Muoraviov, P. A. Moukhanov, N. A. Panov, I. V. Poggio, A. P. Ioutchnevski, l'épouse du décembriste Troubetskoï. Dans la ville, d'anciennes sépultures des nécropoles Glazkovski, Lisikhinski et Gorokhovski ont été découvertes, dont l'âge remonte à 7 mille ans.